# Sekretar rajkoma
Sekretar rajkoma (russisk: Секретарь райкома, da.: Distriktsudvalgssekretæren) er en sovjetisk spillefilm fra 1942 instrueret af Ivan Pyrjev.

## Handling
Filmen foregår i 1941 under Nazi-Tysklands invasion af Sovjetunionen. Den Røde Hær trækker sig tilbage, men kæmper fortsat. I denne svære tid leder sekretæren for distriktsudvalget, Stepan Kotjet, evakueringen og ødelæggelsen af det, der må lades tilbage til invasionsstyrkerne. Under hans ledelse organiseres en partisanafdeling og en partisankrig begynder.

## Medvirkende
- Vasilij Vanin som Stepan Gavrilovitj Kotjet
- Marina Ladynina som Natasja
- Viktor Kulakov som Herman Albrecht
- Mikhail Astangov som Makenau
- Boris Poslavskij som Semyon Rotman